# Wieblitz-Eversdorf
Wieblitz-Eversdorf è una frazione (Ortsteil) del comune tedesco di Salzwedel, situato nel circondario di Altmark Salzwedel, nel land della Sassonia-Anhalt.
Fino al 31 dicembre 2010 Wieblitz-Eversdorf era un comune autonomo.